# Saturn (mitologija)
U rimskoj mitologiji, Saturn je otac vrhovnog boga i bog novaca i zemljoradnje. U grčkoj mitologiji Saturn je poznat kao Kronos.

## Saturnova obitelj
Saturn ima tri sina:  Jupitera,  Neptuna i  Plutona, koji će poslije postati vladari svemira. Ima i tri kćeri:  Vestu, Cereru i  Junonu. To su djeca Saturna i Ops. Saturn i Ops su bili djeca Cela i Terre/Geje.

## Svrgavanje Cela i Saturna
Saturn je rimski Titan, sin Cela - neba i Terre - Zemlje. Kastrirao je svog oca. Tako je postao vladar svijeta, a oženio se svojom sestrom Ops. Bio je bog sjemena i plodnosti te zemljoradnje; taj je dar nslijedila Cerera. Saturn je progutao svako svoje dijete bojeći se da će ga svrgnuti, sve osim Jupitera. Jupiter je živio na Kreti, a kad je odrastao, natjerao je svog oca da ispljune njegovu braću i sestre. U sjećanje na Saturnovo zlatno doba, slavila se Saturnalia, a u Grčkoj Kronia (po Kronovom imenu). Jupiter je pobijedio svog oca (u jednom mitu i Saturn je kastriran). Jupiter je podijelio vlast sa svojom braćom i oženio se Cererom i Junonom.

## Saturn proždire svog sina
Slikari Goya i Rubens su odabrali istu temu: proždiranje Saturnovog sina. U ovom članku dana je Rubensova slika na kojoj je Saturn prikazan kao starac koji doslovno grize kožu svom djetetu. Na Goyinoj slici je Saturn prikazan kao nakaza, čudovište koje jede svog sina. Pojeo mu je glavu, samo mu još tijelo ostaje. Goyina je slika inspirirana Rubensovom, ali je mnogo strašnija. Neki kritičari ističu da na Rubensovoj slici Saturn je prikazan kao čovjek koji ima moć i želi ju zadržati.

## Vanjske poveznice
|  | Zajednički poslužitelj ima još gradiva o temi Saturn |